# 千歲郡
千歲郡（日语：〔〕／ Chitose gun */?）為過去日本北海道石狩支廳轄下的郡，轄區包含現在的千歲市和惠庭市。已於1970年因無管轄町村而廢除。

## 沿革

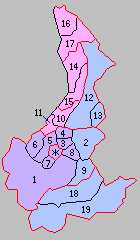
北海道一・二級町村制施行時千歳郡下辖町村（18.惠庭村 19.千歳村 ）

- 1869年8月15日：北海道設置11國86郡，膽振國千歳郡成立。
- 1880年：設置勇拂外5郡役所（勇拂郡、白老郡、千歲郡、沙流郡、新冠郡、靜內郡）於苫小牧村。[1]
- 1897年11月：北海道實施支廳制，隸屬札幌支廳（現在的石狩支廳）管轄，此時千歲郡下轄漁村、島松村、千歲村、長都村、蘭越村、烏柵舞村。[2]（6村）
- 1906年4月1日：漁村和島松村合併為惠庭村，成為北海道二級村。[3]（5村）
- 1915年4月1日：千歲村、烏柵舞村、長都村、蘭越村合併為千歲村，並成為北海道二級村。（2村）
- 1923年4月1日：惠庭村成為北海道一級村。
- 1939年4月1日：千歲村成為北海道一級村。
- 1942年5月1日：千歲村改制為千歲町。（1町1村）
- 1951年7月1日：惠庭村改制為惠庭町。（2町）
- 1958年7月1日：千歲町改制為千歲市，並脫離千歲郡之管轄。 （1町）
- 1970年11月1日：惠庭町改制為惠庭市，並脫離千歲郡之管轄，同時千歳郡因無管轄町村而廢除。